# اولیویا پرایس (بازیکن فوتبال)
اولیویا پرایس (انگلیسی: Olivia Price؛ زادهٔ ۱۷ مهٔ ۱۹۹۶) بازیکن فوتبال اهل استرالیا است.
وی همچنین در تیم ملی فوتبال Australia U20 بازی کرده‌است.